# Герб Агіара-да-Бейри
Ге́рб Агіа́ра-да-Бе́йри — офіційний символ містечка Агіар-да-Бейра, Португалія. Використовується як територіальний герб. У синьому щиті срібний замок із трьома вежами, трьома чорними воротами і вікнами. Над замком — срібний орел із розкритими крилами і червоним озброєнням. Щит увінчує срібна мурована містечкова корона з чотирма вежами.  Під щитом біла стрічка, на якій великими літерами напис португальською: «vila de Aguiar da Beira» (містечко Агіар-да-Бейра).  Офіційно затверджений 26 лютого 1936 року.  

## Галерея

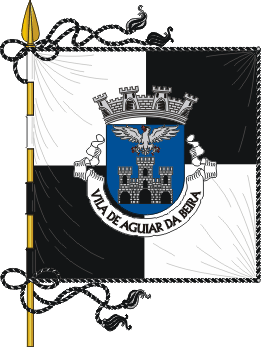
Прапор